# Carl-Oskar Bohlin
Carl-Oskar Simon Bohlin, född 8 januari 1986 i Stora Tuna församling i Borlänge kommun, Kopparbergs län, är en svensk politiker (moderat). Sedan 2022 är han minister för civilt försvar i regeringen Kristersson.
Han är ordinarie riksdagsledamot sedan 2010, invald för Dalarnas läns valkrets.

## Uppväxt och utbildning
Bohlin är son till Magnus Bohlin, professor emeritus i kulturgeografi på Högskolan Dalarna, och Ingrid Lindberg Bohlin. Han gick i högstadiet i området Jakobsgårdarna i Borlänge och därefter på Falu frigymnasium i Falun.
Mellan 2007 och 2012 studerade Bohlin juridik vid Uppsala universitet men tog aldrig examen.

## Politik
Bohlin engagerade sig tidigt i kommunpolitiken i Borlänge och satt som artonåring i barn- och skolnämnden. I februari 2005 valdes Bohlin till ordförande för Moderata ungdomsförbundet i Dalarna.
Inför valet 2010 stod Bohlin på tredje plats på Dalamoderaternas riksdagslista och blev invald i riksdagen. Han var Moderata ungdomsförbundets kandidat i Europaparlamentsvalet 2014, och stod på fjärde plats på Moderaternas lista, men blev inte invald då Moderaterna tappade ett mandat i valet.
I början av 2019 var Bohlin under några månader vikarierande ordförande i näringsutskottet i riksdagen. Därefter var han från maj samma år Moderaternas gruppledare i civilutskottet och bostadspolitisk talesperson. I februari 2022 bytte han uppdrag, då han blev ordinarie ordförande i näringsutskottet och Moderaternas närings- och energipolitiska talesperson.

### Minister för civilt försvar
Efter riksdagsvalet i Sverige 2022 utsågs Bohlin till Sveriges minister för civilt försvar och statsråd i försvarsdepartementet i regeringen Kristersson. Han ansvarar för både civilt försvar och civilförsvar.

## Utmärkelser
- Storkorset av Finlands Lejons orden[10]

[Redigera Wikidata]